# Список млекопитающих Мадагаскара

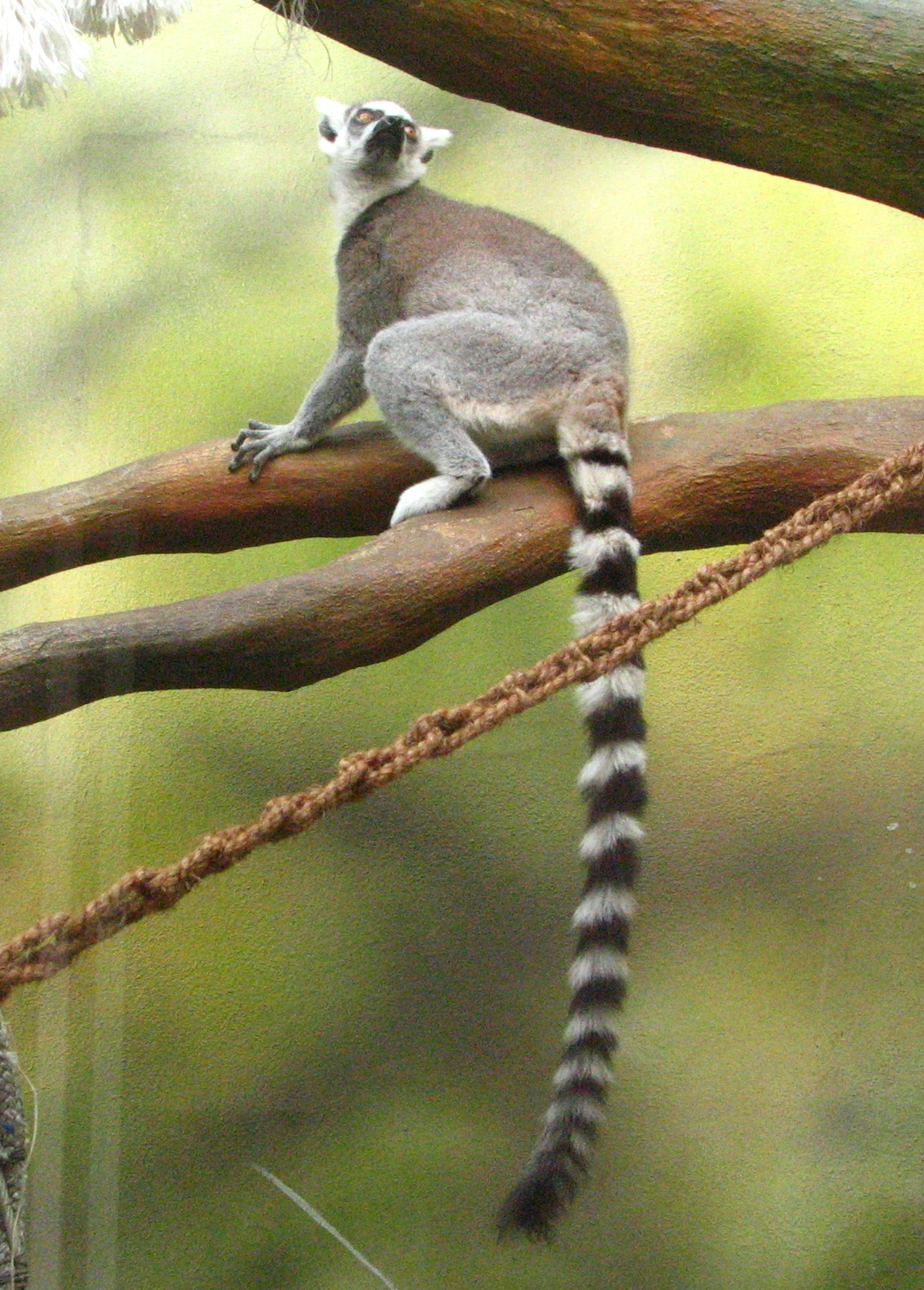
Кошачий лемур.

Фауна Мадагаскара и прилегающих вод включает около 204 современных видов млекопитающих.
Мадагаскар подвергся колонизации различными видами наземных млекопитающих пять раз. Среди «колонистов» можно выделить следующих: тенреки, лемуры, мадагаскарские виверры, зайцегубохомячковые и ныне вымерший подвид трубкозуба. Также на острове распространены летучие мыши и когда-то[когда?] проживали гиппопотамы.

## ОтрядAfrosoricida—Афросорициды

### СемействоTenrecidae—Тенрековые

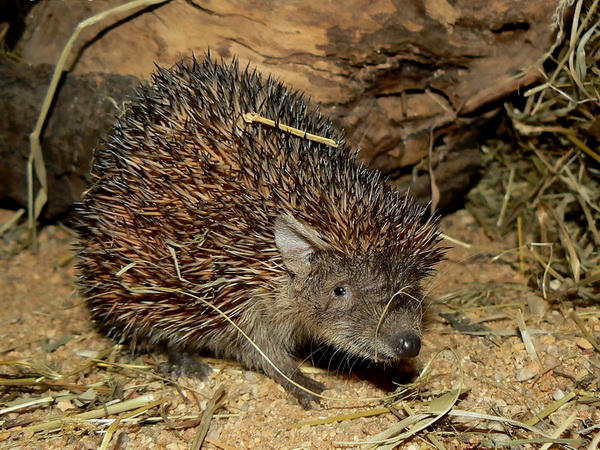
Малый тенрек Echinops telfairi

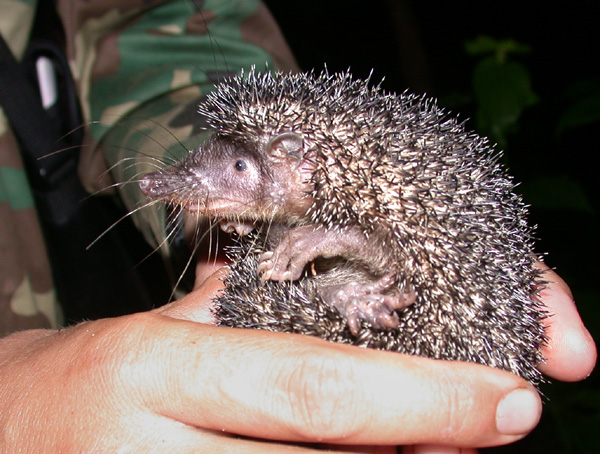
Большой тенрек Setifer setosus

Тенреки — эндемичное для Мадагаскара семейство мелких млекопитающих, насчитывающее 31 вид. Они широко распространены на острове и занимают различные экологические ниши. Например, болотный тенрек (лат. Microgale mergulus) занял нишу бобра и внешне напоминает выхухоль, а малый тенрек (лат. Echinops telfairi) внешне чрезвычайно похож на ежа.
- Echinops telfairi — малый тенрек[2]
- Geogale aurita — земляной тенрек[3]
- Hemicentetes nigriceps[4]
- Hemicentetes semispinosus — полосатый тенрек[5]
- Microgale brevicaudata[6]
- Microgale cowani[7]
- Microgale drouhardi[8]
- Microgale dryas[6]
- Microgale fotsifotsy[9]
- Microgale gracilis[10]
- Microgale grandidieri[11]
- Microgale gymnorhyncha[12]
- Microgale jenkinsae[13]
- Microgale jobihely[13]
- Microgale longicaudata[14]
- Microgale mergulus — болотный тенрек[15]
- Microgale majori[16]
- Microgale monticola[17]
- Microgale nasoloi[13]
- Microgale parvula[14]
- Microgale principula[18]
- Microgale pusilla[11]
- Microgale soricoides[16]
- Microgale taiva[19]
- Microgale thomasi[10]
- Nesogale dobsoni[20]
- Nesogale talazaci[21]
- Oryzorictes hova[22]
- Oryzorictes tetradactylus[22]
- Setifer setosus — большой тенрек[23]
- Tenrec ecaudatus — обыкновенный тенрек[24]

## ОтрядEulipotyphla—Насекомоядные

### СемействоSoricidae—Землеройковые
- Suncus madagascariensis

## ОтрядChiroptera—Рукокрылые
На Мадагаскаре встречаются около 30 видов летучих мышей, половина из которых эндемики. 7 видов занесены в международную Красную книгу, и один вид из рода домовых гладконосов находится на грани вымирания — Scotophilus borbonicus.

### СемействоPteropodidae—Крыланы
- Eidolon dupreanum
- Pteropus rufus
- Rousettus madagascariensis

### СемействоHipposideridae—Листоносовые
- Hipposideros commersoni
- Triaenops auritus
- Triaenops furculus
- Triaenops rufus

### СемействоEmballonuridae—Футлярохвостые
- Coleura afra
- Emballonura atrata
- Emballonura tiavato
- Taphozous mauritianus

### СемействоNycteridae—Щелемордые
- Nycteris madagascariensis

### СемействоMyzopodidae
- Myzopoda aurita (Мадагаскарский присосконог)
- Myzopoda schliemanni

### СемействоMolossidae—Бульдоговые летучие мыши
- Chaerephon jobimena
- Chaerephon leucogaster
- Chaerephon pumilus
- Mops leucostigma
- Mops midas
- Mormopterus jugularis
- Otomops madagascariensis
- Tadarida fulminans

### СемействоVespertilionidae—Гладконосые летучие мыши
- Hypsugo anchietae
- Miniopterus fraterculus
- Miniopterus gleni
- Miniopterus majori
- Miniopterus manavi
- Myotis goudoti
- Neoromicia malagasyensis
- Neoromicia matroka
- Neoromicia melckorum
- Pipistrellus hesperidus
- Pipistrellus raceyi
- Scotophilus cf. borbonicus
- Scotophilus marovaza
- Scotophilus robustus
- Scotophilus tandrefana

## ОтрядCarnivora—Хищные

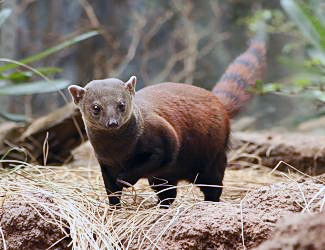
Кольцехвостый мунго (Galidia elegans)

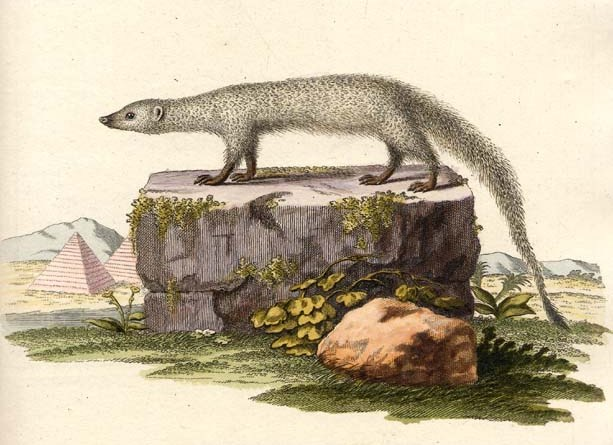
Ихневмон, или египетский мангуст, или фараонова мышь (Herpestes ichneumon)

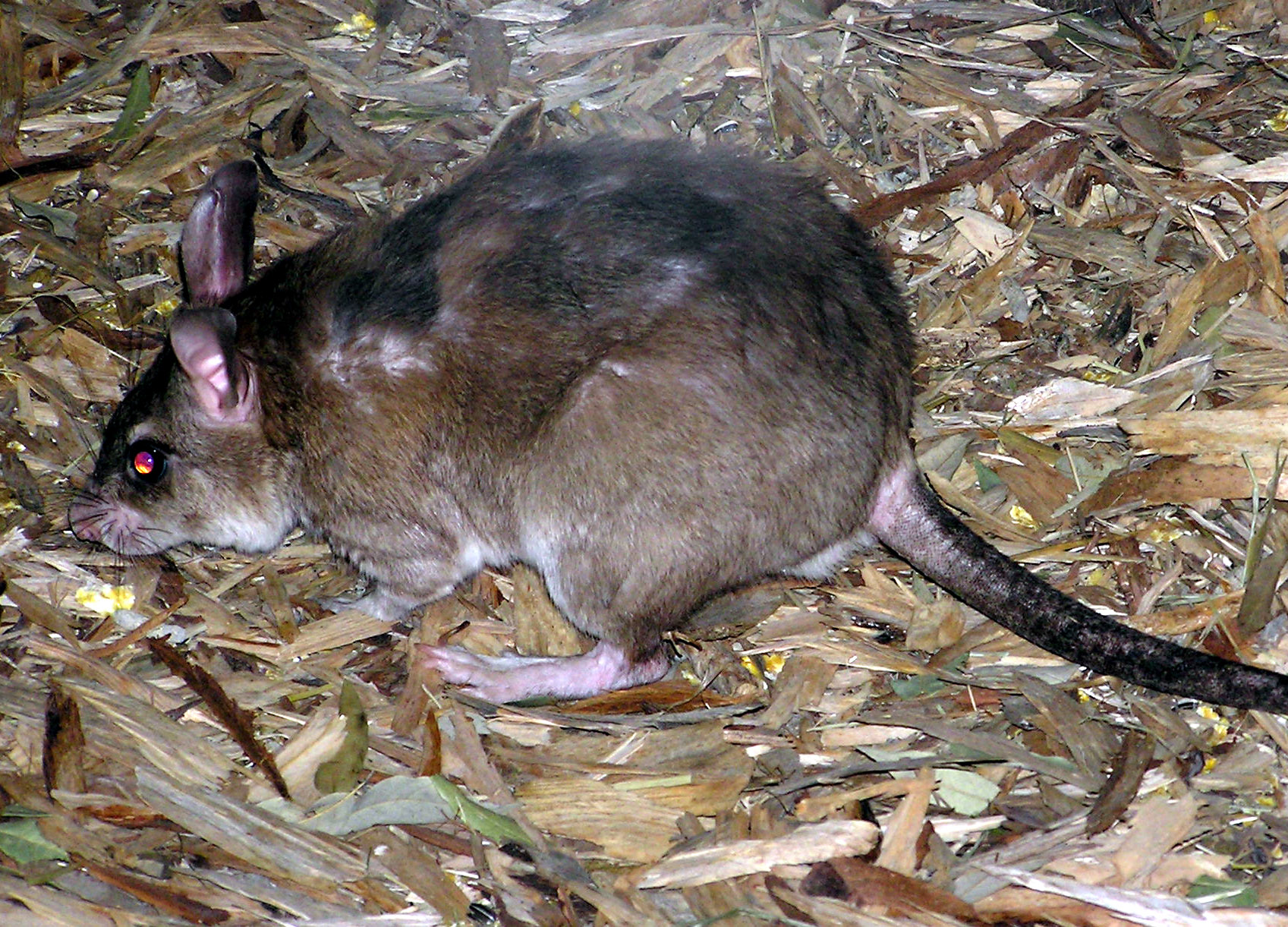
Мадагаскарская гигантская крыса (Hypogeomys antimena) достигает в длину 33 см и прыгает на 90 см.

Отряд представлен на острове одним интродуцированным видом и одним эндемичным семейством.

### СемействоEupleridae—Мадагаскарские виверры
Все виды семейства являются эндемиками Мадагаскара. Ранее на острове существовал вымерший вид гигантской фоссы (лат. Cryptoprocta spelea), охотившийся на крупных лемуров, однако в связи с истреблением лемуров человеком вымерла и гигантская фосса, лишившись кормовой базы.
- Cryptoprocta ferox (фосса)
- Eupleres goudotii (мелкозубый мунго)
- Fossa fossana (фаналука)
- Galidia elegans (кольцехвостый мунго)
- Galidictis fasciata
- Galidictis grandidieri
- Mungotictis decemlineata (узкополосый мунго)
- Salanoia concolor (бурохвостый мунго)

### СемействоHerpestidae—Мангустовые
На Мадагаскар был завезён людьми один вид с Африканского материка.
- Herpestes ichneumon (Ихневмон, или египетский мангуст, или фараонова мышь; известен как священное животное древних египтян)

## ОтрядArtiodactyla—Парнокопытные

### СемействоSuidae—Свиньи
- Potamochoerus larvatus (Кустарниковая свинья)

## ОтрядRodentia—Грызуны
Грызуны представлены эндемичным подсемейством Nesomyinae семейства Nesomyidae. Так же, как и тенреки, заняли множество экологических ниш, внешне эволюционировав в подобия таких грызунов как: полёвка, песчанка, мышь, крыса и даже кролик (хотя кролик не является грызуном). В подсемейство входит 10 родов и 14 видов. Предположительно, миграция предков Nesomyidae произошла 20—25 миллионов лет назад.

### СемействоNesomyidae—Зайцегубохомячковые
- Brachytarsomys albicauda (Коротколапый хомячок)
- Brachytarsomys villosa
- Brachyuromys betsileoensis
- Brachyuromys ramirohitra
- Eliurus antsingy
- Eliurus ellermani
- Eliurus grandidieri
- Eliurus majori
- Eliurus minor
- Eliurus myoxinus
- Eliurus penicillatus
- Eliurus petteri
- Eliurus tanala
- Eliurus webbi
- Gymnuromys roberti
- Hypogeomys antimena
- Macrotarsomys bastardi
- Macrotarsomys ingens
- Macrotarsomys petteri
- Monticolomys koopmani
- Nesomys audeberti
- Nesomys lambertoni
- Nesomys rufus (Зайцегубый хомяк)
- Voalavo antsahabensis
- Voalavo gymnocaudus

## ОтрядPrimates—Приматы

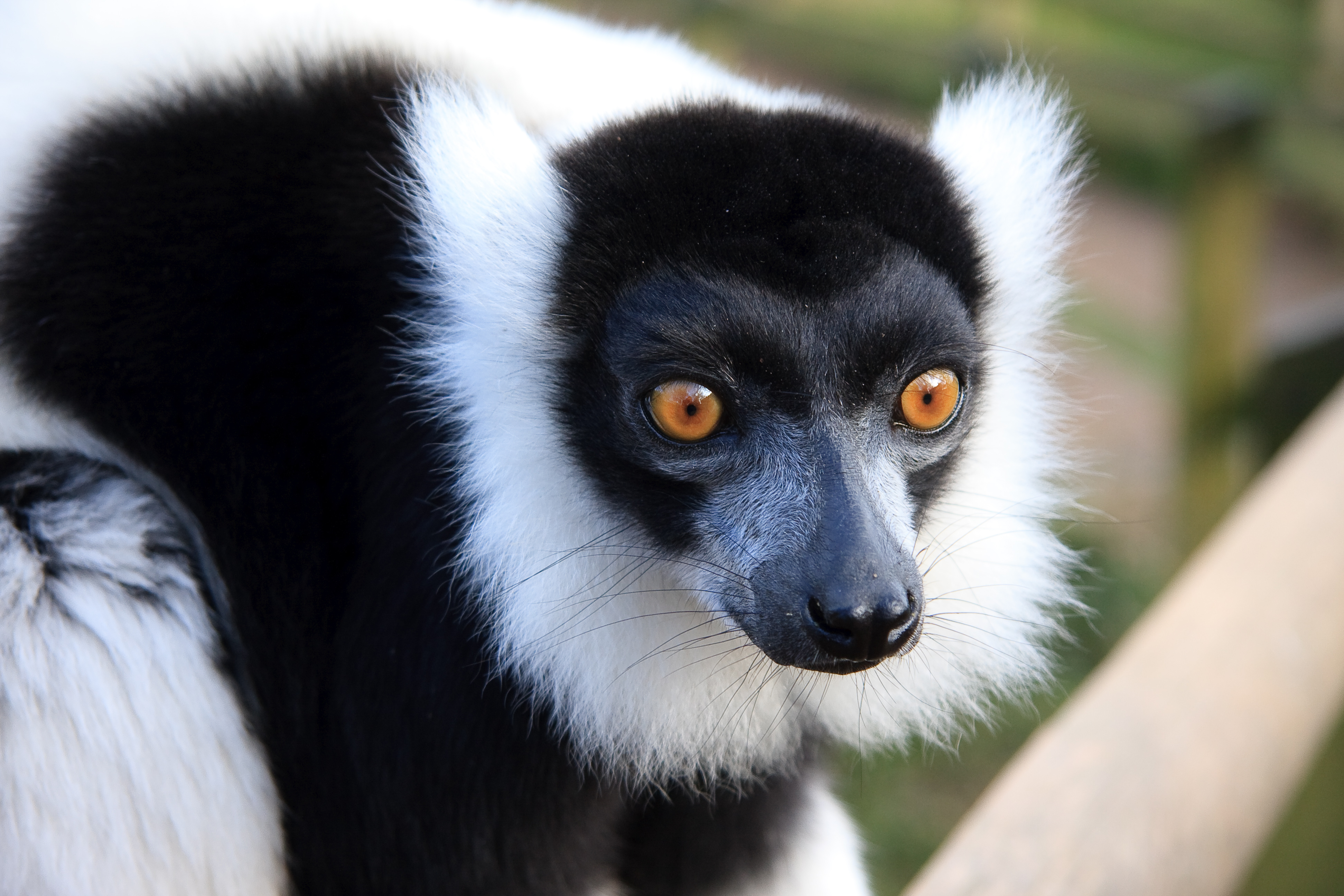
Лемур Varecia variegata

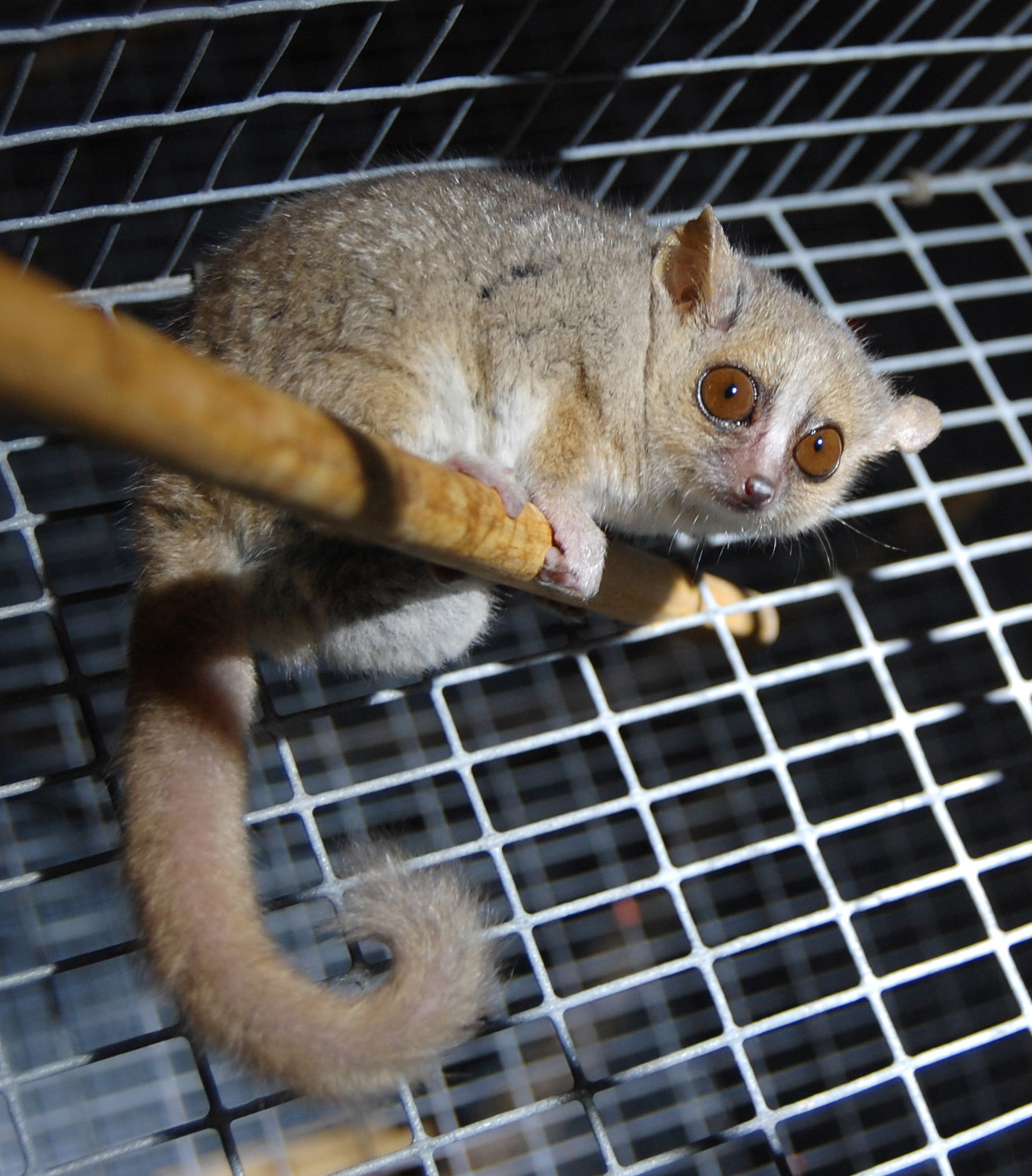
Microcebus murinus

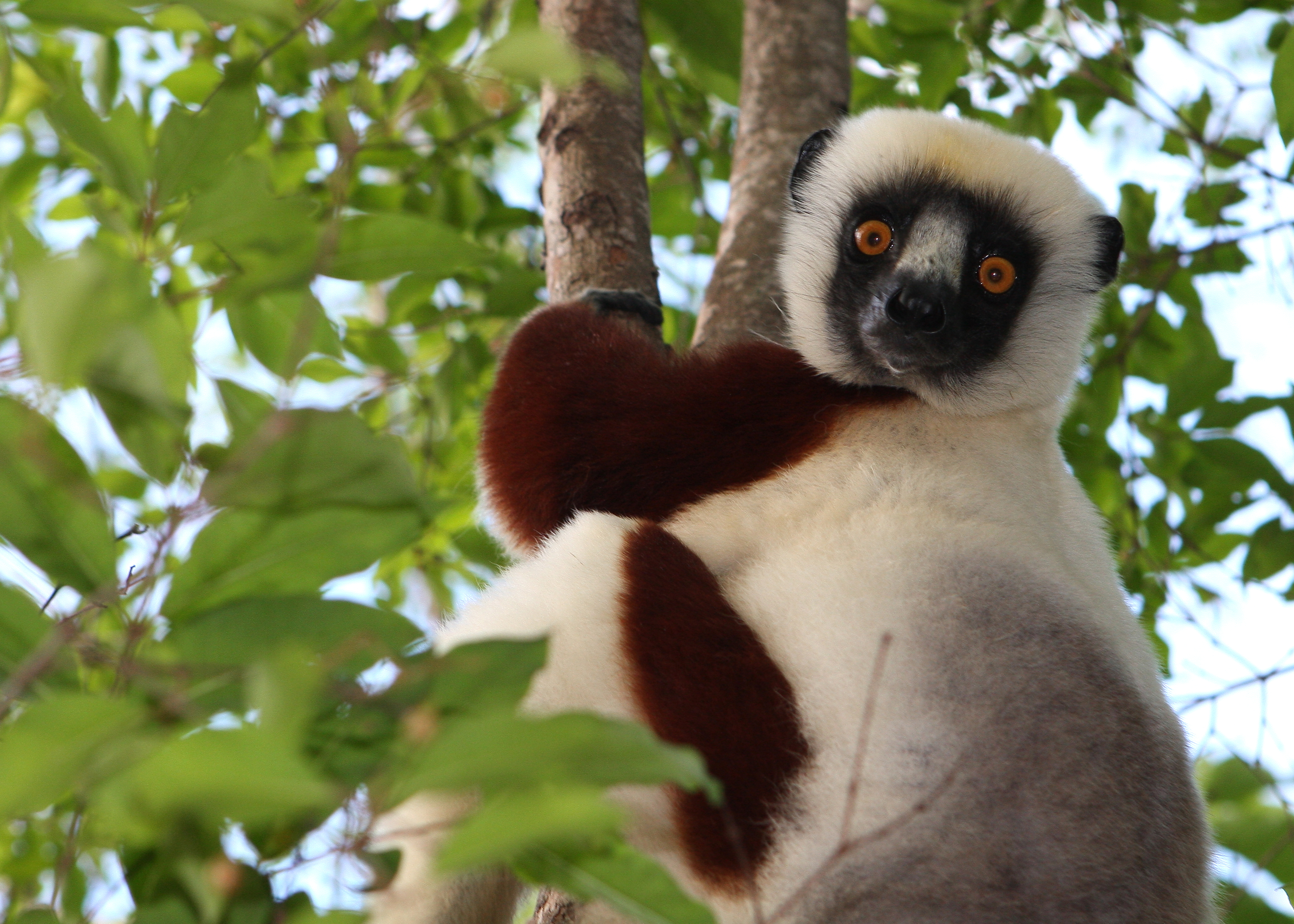
Сифака ореховая (Propithecus coquereli)

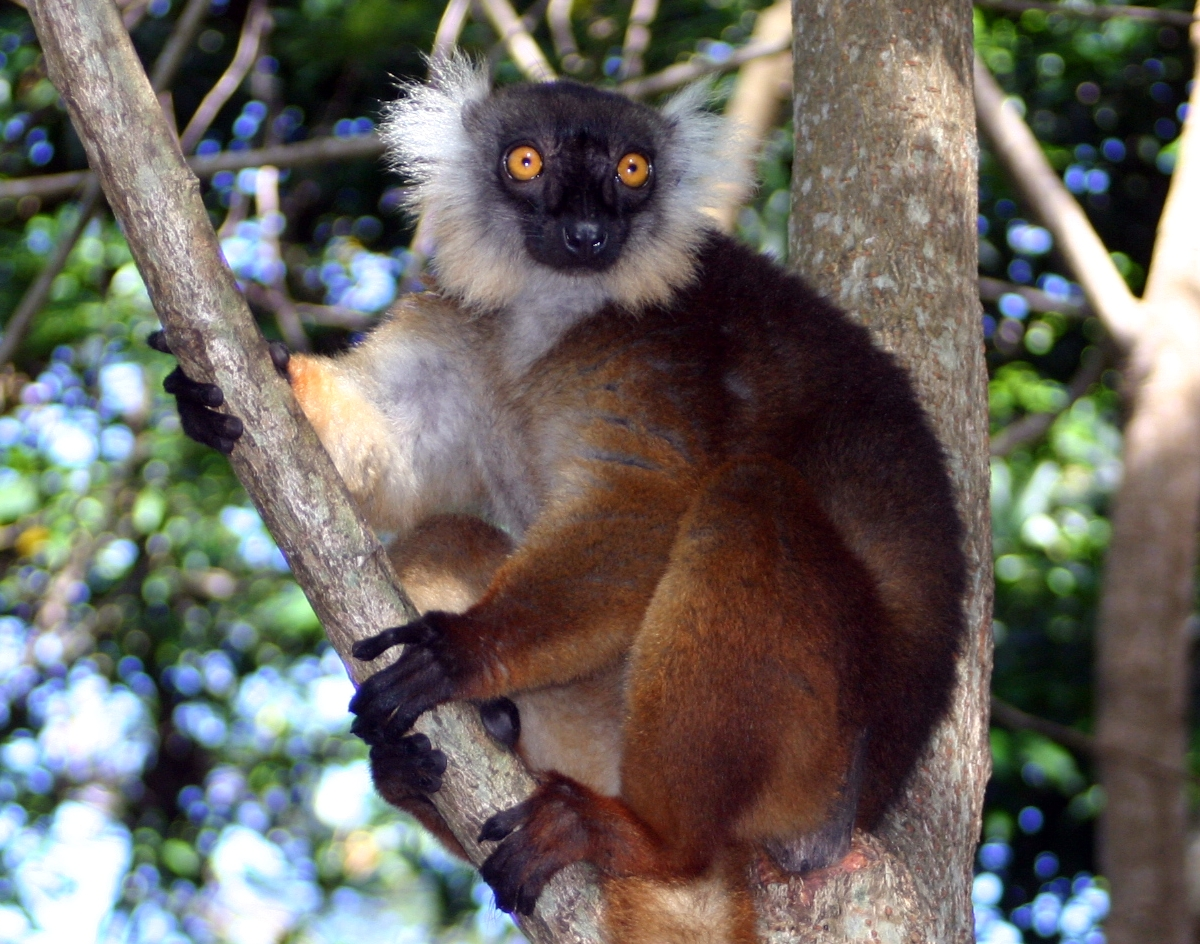
Чёрный лемур (Eulemur macaco)

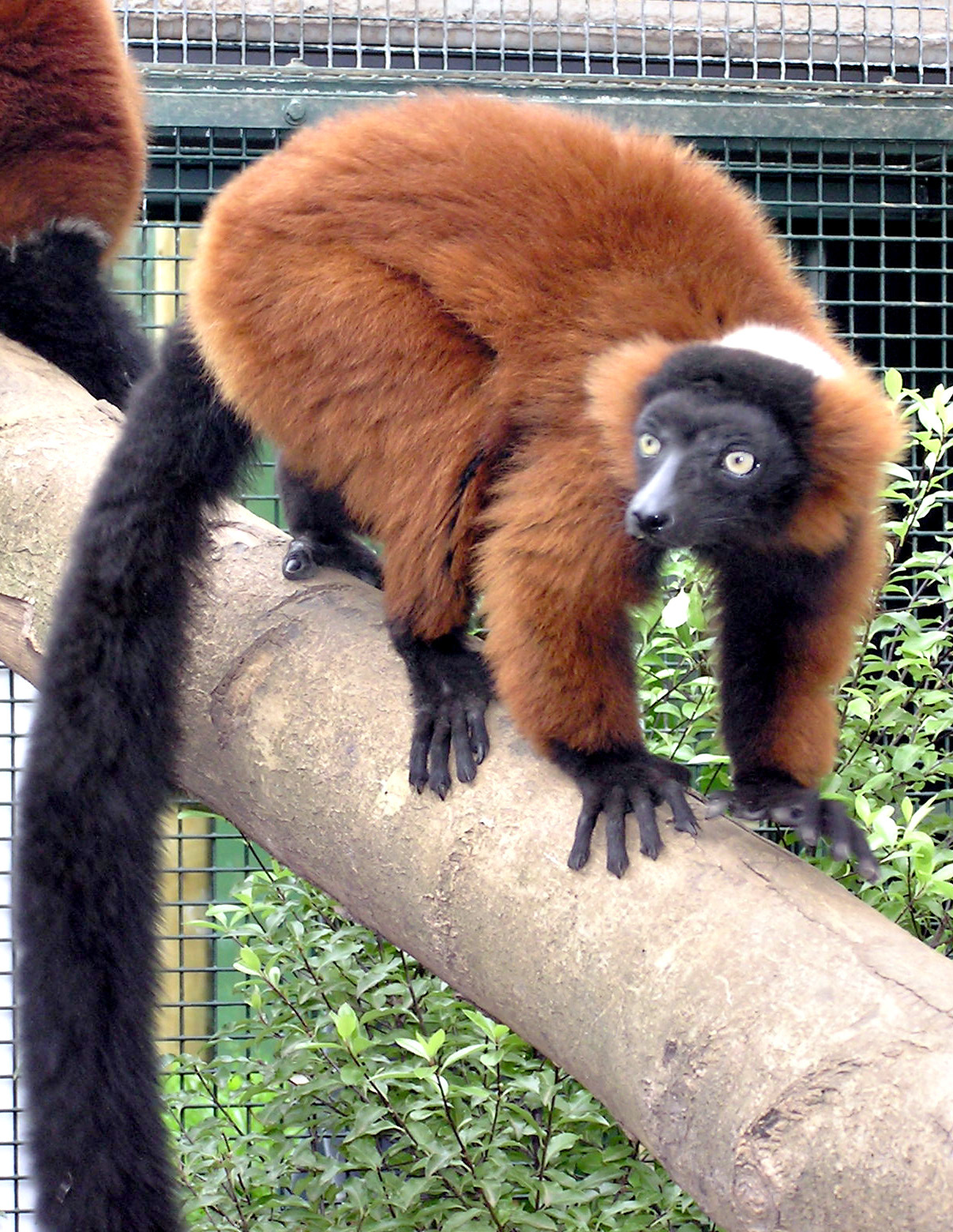
Рыжий пушистый лемур или Рыжий лемур-вари Varecia rubra

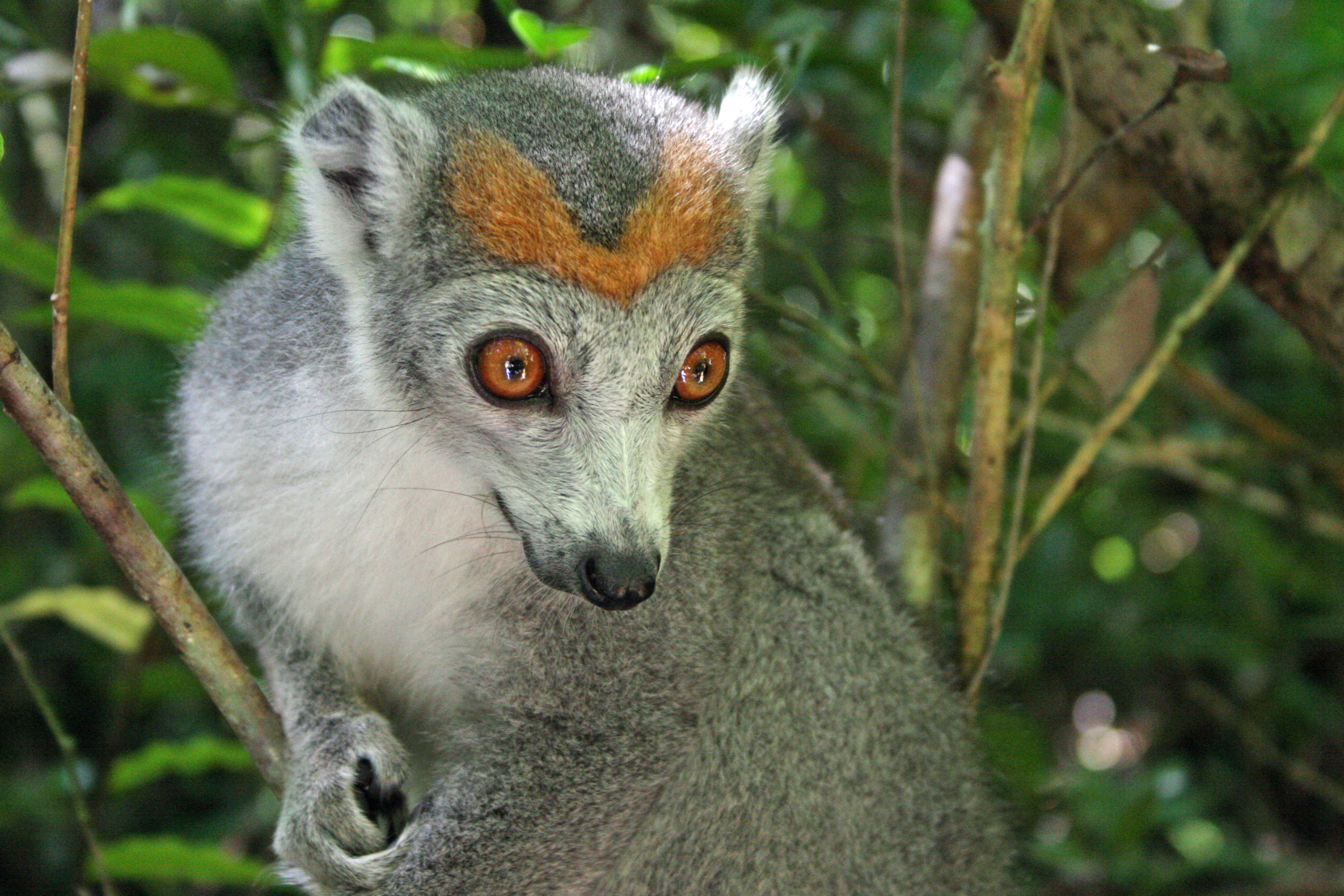
Венценосный лемур (Eulemur coronatus)

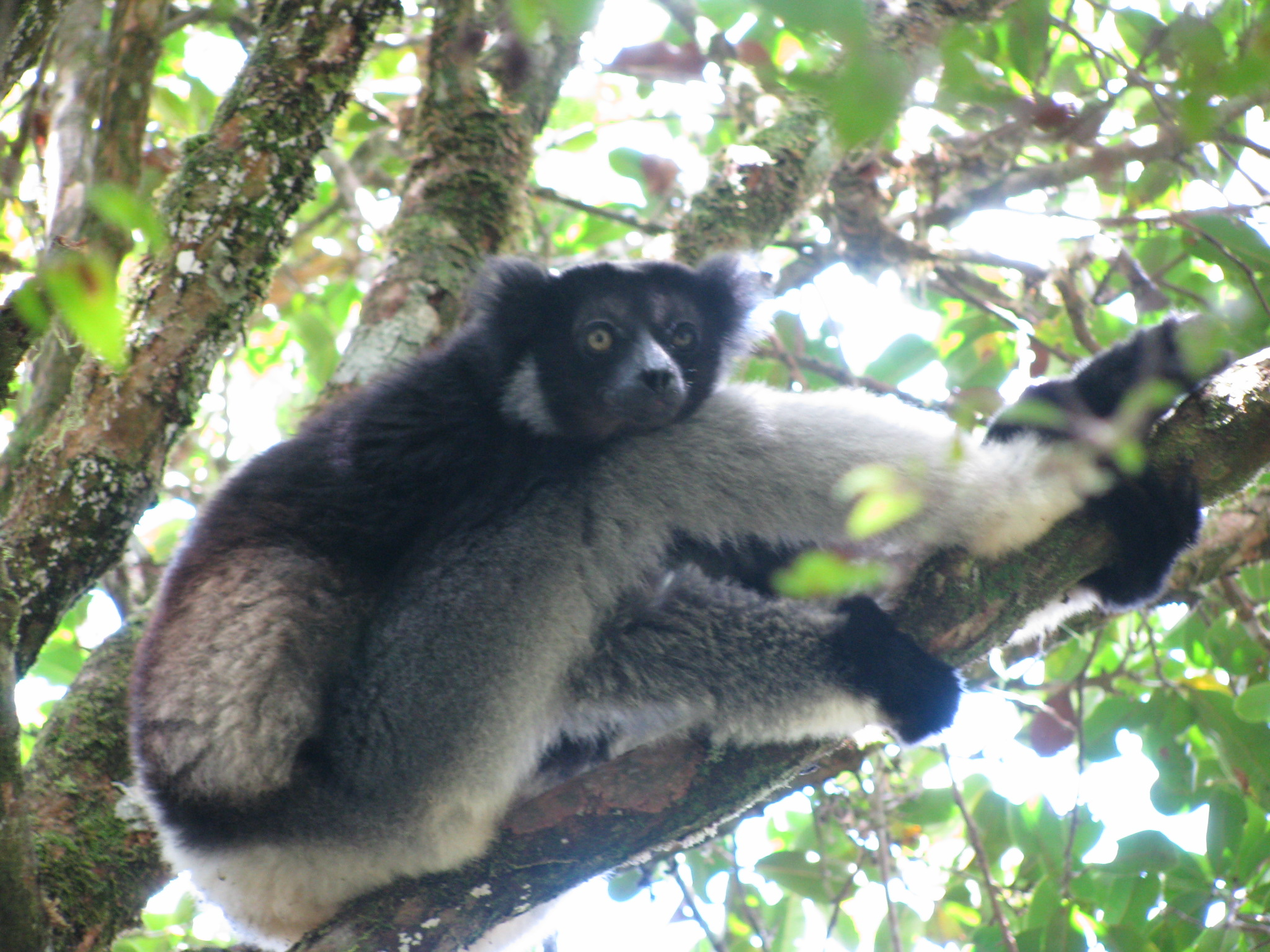
Индри (Indri indri)

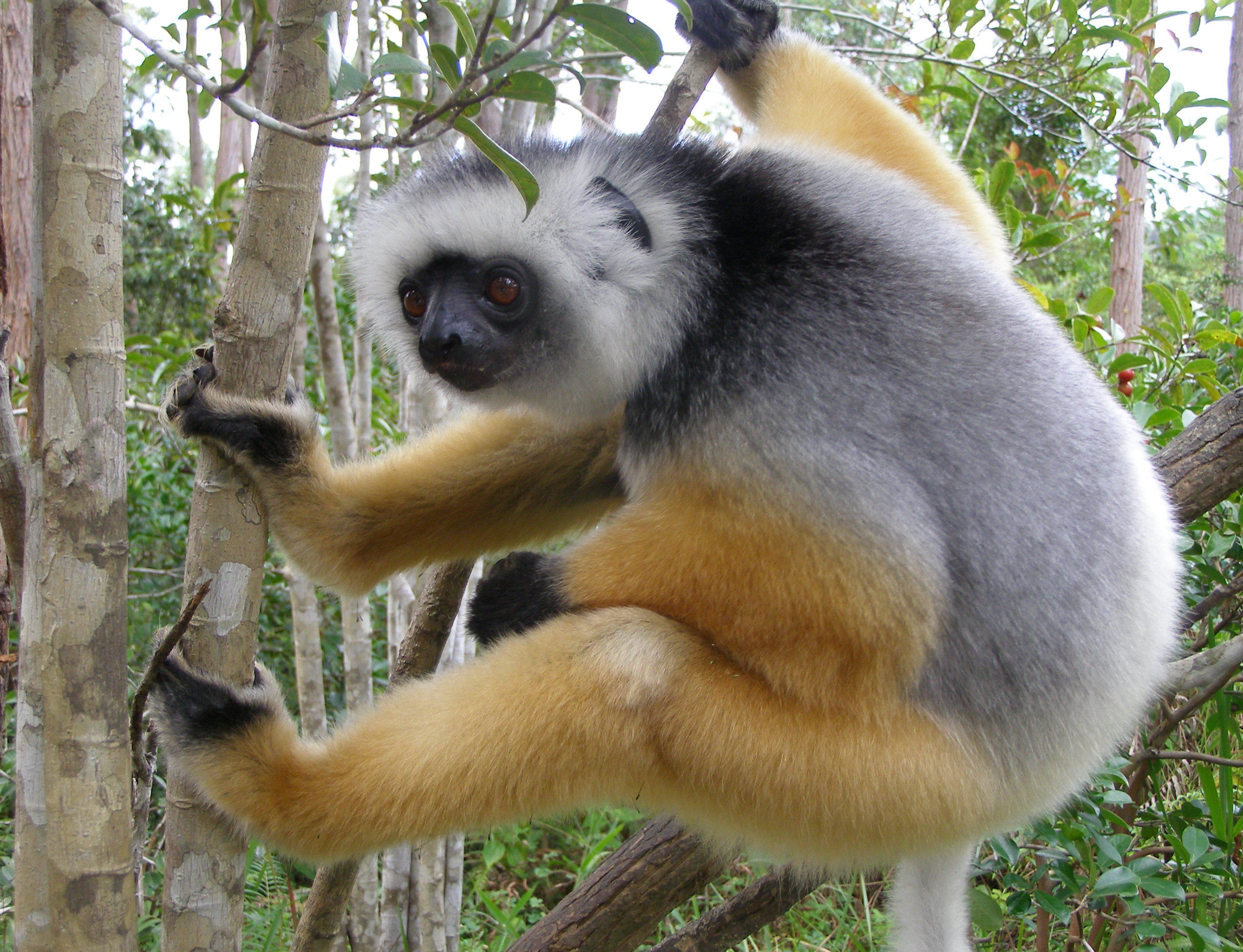
Белолобый индри перед прыжком

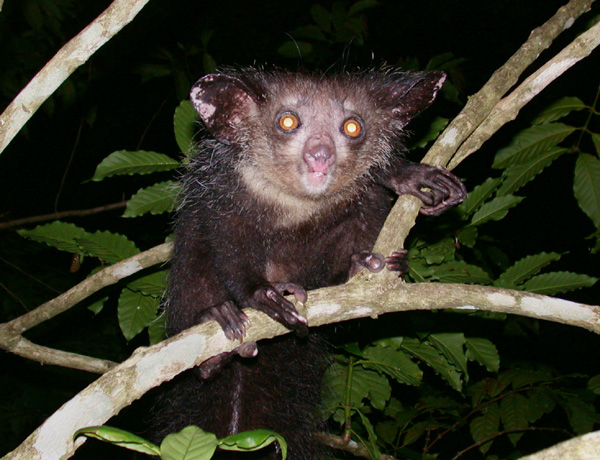
Ай-ай, или мадагаскарская руконожка (Daubentonia madagascariensis)

Приматы представлены на Мадагаскаре эндемичным инфраотрядом Лемуры (Лемурообразные), насчитывающим около 100 видов, включая 17 вымерших. С приходом человека все крупные лемуры были истреблены, самым крупным на данный момент является индри, весящий примерно 10 кг. Вымерший гигантский лемур-ленивец (археоиндри, лат. Archaeoindris) достигал размера гориллы и весил более 200 кг. Практически все виды лемуров находятся на грани вымирания и занесены в Красную книгу.

### СемействоCheirogaleidae—Карликовые лемуры
- Microcebus arnholdi
- Microcebus berthae
- Microcebus bongolavensis
- Microcebus boraha
- Microcebus danfossi
- Microcebus ganzhorni
- Microcebus gerpi
- Microcebus griseorufus
- Microcebus jollyae
- Microcebus lehilahytsara
- Microcebus macarthurii
- Microcebus mamiratra
- Microcebus manitatra
- Microcebus margotmarshae
- Microcebus marohita
- Microcebus mittermeieri
- Серый мышиный лемур (Microcebus murinus)
- Карликовый мышиный лемур (Microcebus myoxinus)
- Microcebus sambiranensis
- Microcebus simmonsi
- Золотистобурый мышиный лемур (Microcebus ravelobensis)
- Коричневый мышиный лемур (Microcebus rufus)
- Microcebus tanosi
- Microcebus tavaratra
- Mirza coquereli
- Mirza zaza
- Phaner electromontis
- Phaner furcifer
- Phaner pallescens
- Phaner parienti

### СемействоLemuridae—Лемуровые
- Eulemur albifrons
- Eulemur albocollaris
- Eulemur cinereiceps
- Eulemur collaris
- Eulemur coronatus
- Eulemur fulvus
- Eulemur macaco
- Eulemur mongoz
- Eulemur rubriventer
- Eulemur rufus
- Eulemur sanfordi
- Hapalemur alaotrensis
- Hapalemur aureus
- Hapalemur griseus
- Hapalemur occidentalis
- Lemur catta
- Prolemur simus
- Varecia rubra (Рыжий пушистый лемур или Рыжий лемур-вари)
- Varecia variegata

### СемействоLepilemuridae—Лепилемуры
- Lepilemur aeeclis
- Lepilemur ahmansoni
- Lepilemur ankaranensis
- Lepilemur betsileo
- Lepilemur dorsalis
- Lepilemur edwardsi
- Lepilemur fleuretae
- Lepilemur grewcocki
- Lepilemur hubbardi
- Lepilemur jamesi
- Lepilemur leucopus
- Lepilemur manasamody
- Lepilemur microdon
- Lepilemur milanoii
- Lepilemur mittermeieri
- Lepilemur mustelinus
- Lepilemur otto
- Lepilemur petteri
- Lepilemur randrianasoli
- Lepilemur ruficaudatus
- Lepilemur sahamalazensis
- Lepilemur seali
- Lepilemur septentrionalis
- Lepilemur tymerlachsoni
- Lepilemur wrighti

### СемействоIndriidae—Индриевые
- Avahi betsileo
- Avahi cleesei
- Avahi laniger
- Avahi meridionalis
- Avahi occidentalis
- Avahi peyrierasi
- Avahi ramanantsoavani
- Avahi unicolor
- Indri indri (Индри)
- Propithecus candidus
- Propithecus coquereli (Сифака ореховая)
- Propithecus diadema (Белолобый индри)
- Propithecus edwardsi (Сифака Милн-Эдварда)
- Propithecus perrieri (Сифака Перье)
- Propithecus tattersalli (Сифака с золотой короной)
- Propithecus verreauxi

### СемействоDaubentoniidae—Руконожковые
- Daubentonia madagascariensis (Ай-ай, или мадагаскарская руконожка)

## Отряд

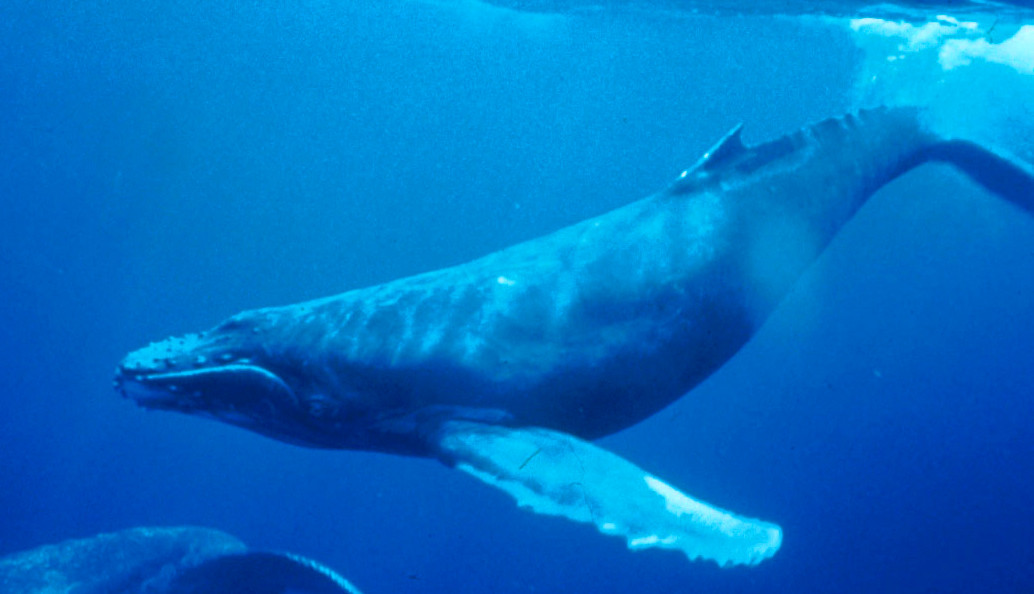
Горбатый кит (Megaptera novaeangliae)

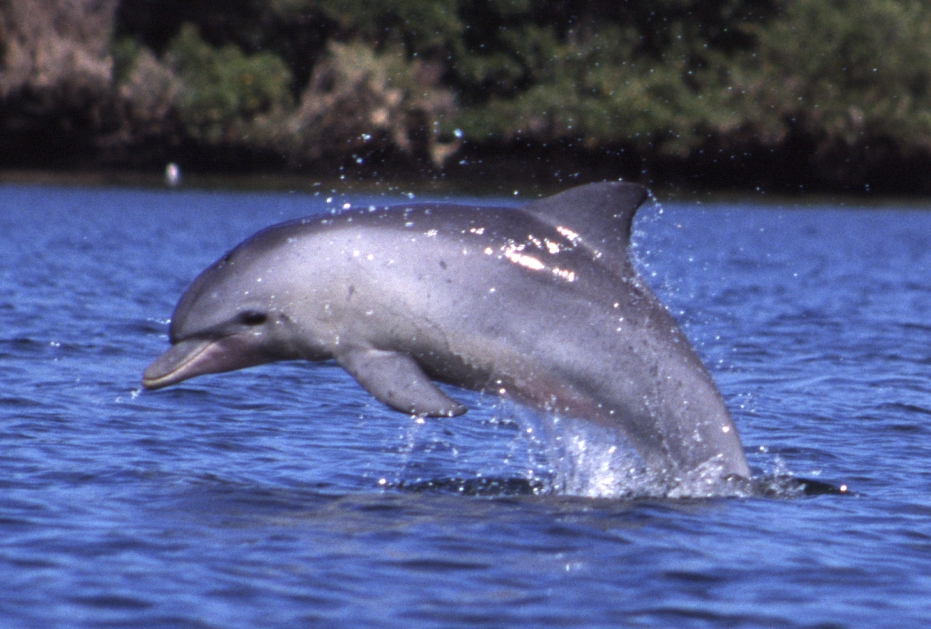
Дельфин Tursiops aduncus

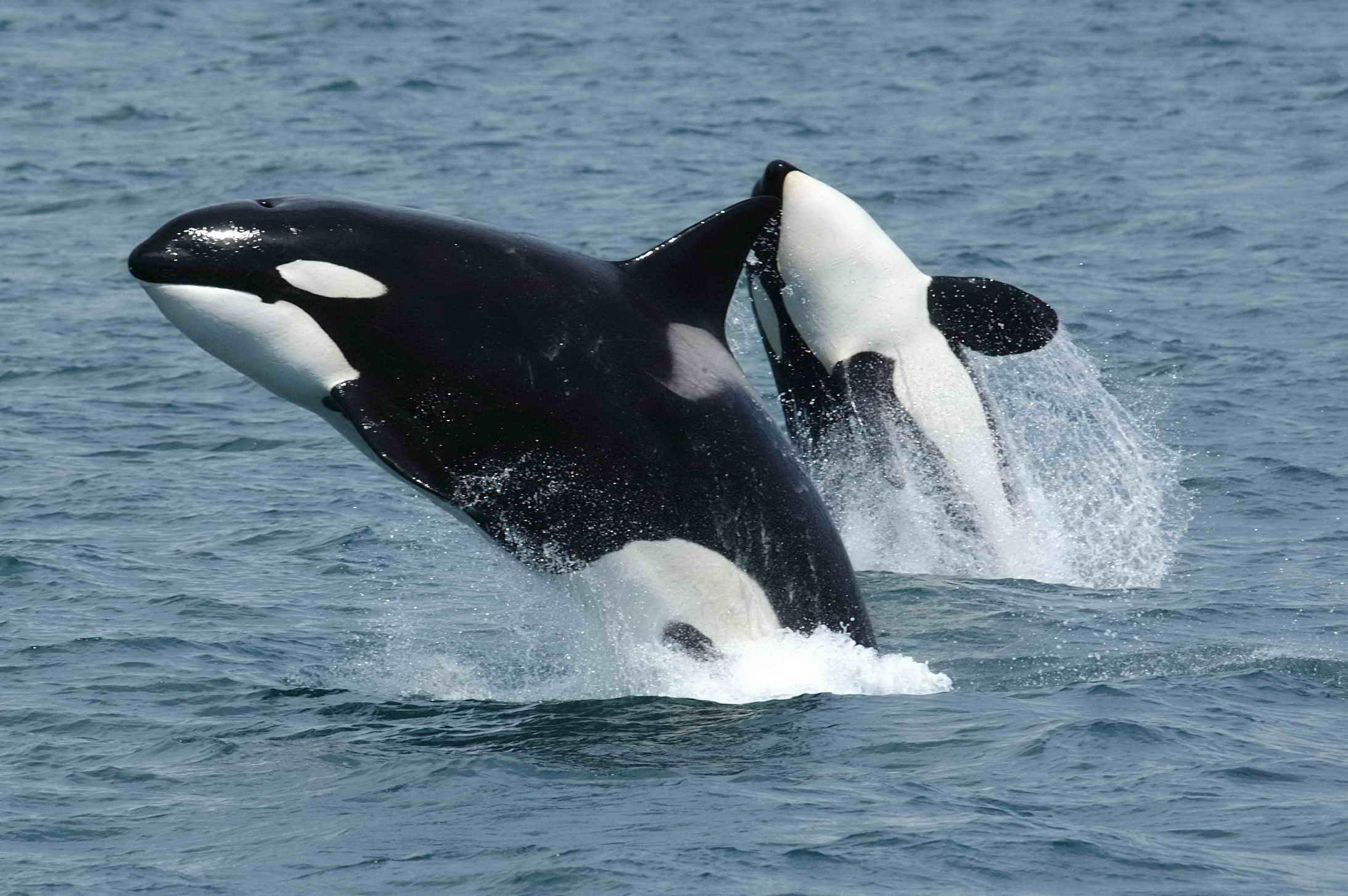
Косатка (Orcinus orca)

## ОтрядSirenia—Сирены (зоология)

### СемействоDugongidae—Дюгоневые
- Dugong dugon (Дюгонь)

## ОтрядCetacea—Китообразные

### СемействоBalaenopteridae—Полосатиковые
- Balaenoptera edeni (Полосатик Идена)
- Balaenoptera physalus (Финвал)
- Balaenoptera musculus (Голубой кит)
- Balaenoptera musculus brevicauda

#### ПодсемействоMegapterinae
- Megaptera novaeangliae (Горбатый кит)

### СемействоBalaenidae—Гладкие киты
- Eubalaena australis  (Южный кит)

### СемействоKogiidae—Карликовые кашалоты
- Kogia breviceps (Карликовый кашалот)
- Kogia sima (Кашалот-малютка)

### СемействоZiphiidae
- Mesoplodon densirostris
- Mesoplodon grayi
- Mesoplodon hectori
- Mesoplodon layardii
- Mesoplodon mirus

### СемействоDelphinidae—Дельфиновые
- Steno bredanensis
- Tursiops aduncus
- Stenella attenuata
- Stenella longirostris
- Delphinus capensis
- Lagenodelphis hosei (Малайзийские дельфины)
- Feresa attenuata (Карликовая косатка)
- Orcinus orca (Косатка)